# Oecophylla leakeyi
Oecophylla leakeyi är en myrart som beskrevs av Wilson och Taylor 1964. Oecophylla leakeyi ingår i släktet Oecophylla och familjen myror. Inga underarter finns listade i Catalogue of Life.